# Hölzl
La Hölzl Seilbahnbau s.r.l. / G.m.b.H. è stata un'impresa italiana costruttrice di impianti a fune.

## Storia
Fondata dall'ingegner Karl Hölzl a Merano (provincia di Bolzano), l'impresa si specializzò nella progettazione e costruzione di piccole funivie "va e vieni" nelle Alpi e nelle Prealpi.
Nel 1980 l'azienda trasferisce la propria sede nel vicino paese di Lana, intrecciando una joint venture con la Doppelmayr, allo scopo precipuo di sviluppare nuovi impianti funiviari ad agganciamento automatico.
Alla Hölzl si deve altresì lo sviluppo del sistema Funifor, che prevede cabine dotate di un doppio carrello portante, che corre su due gruppi di funi paralleli, implementato per la prima volta nel 2000 al Passo dello Stelvio.
Nel 2002 la Doppelmayr assorbe le società Hölzl e Agamatic.

## Principali installazioni
- In Italia:
  - Funivia del Colle a Bolzano[1]
  - Funivia di San Genesio a Bolzano[2]
  - Funivia Rotair Malcesine Monte Baldo che collega Malcesine al Monte Baldo nei pressi del lago di Garda[3]
  - Funifor tra il monte Livrio e il monte Trincerone, presso il passo dello Stelvio[4]
  - Ascensore Colombo 92 presso il porto di Genova
  - La Villa-Piz La Ila, in Val Badia
  - Funivia del monte Elmo, presso Sesto[5]
  - Laghi Cime Bianche - Plateau Rosà presso Cervinia
  - Campitello di Fassa-Col Rodella[6]
  - Passo Pordoi-Sass Pordoi[7]
  - Trento-Sardagna
  - Rio di Pusteria-Maranza
  - Funivia Hirzen, Saltusio-Prenn e Prenn-Klammeben, presso Rifiano[8]
  - Tirolo-Hochmut[9]
  - Funivia Ponte di Piero-Monteviasco, in provincia di Varese
  - Funivia Mezzocorona-Monte a Mezzocorona, in provincia di Trento[10]
  - Funivia di Verano, Verano e Postal[11]
- In Germania:
  - due impianti per la Zugspitze, di cui uno da Garmisch-Partenkirchen
  - Nebelhorn presso Oberstdorf
  - Tegelberg presso Schwangau
  - Walchensee-Fahrenberg[12]